# Цанг, Христофор Бонифаций
Христофор Бонифаций Цанг (нем. Christoph Bonifacius Zang; 1772, Фриккенхаузен-ам-Майн, Бавария — 10 сентября 1835, Вена, Австрийская империя) — немецкий медик, хирург, доктор медицины.

## Биография
Изучал медицину в Венском университете, где получил докторскую степень по хирургии. Поступил на службу военным хирургом в Императорской австрийской армии. Проявил себя как отличный хирург во французских войнах, получил звание штабного полевого врача.
В 1806 году был назначен профессором хирургии и директором хирургической клиники при венской медико-хирургической академии. Много лет проработал там профессором кафедры теоретической и практической хирургии. Также был членом постоянной военно-врачебной комиссии.
В 1812 году был назначен императорским советником и почётным доктором медицины Вюрцбургского университета. Был членом физико-медицинского общества в Эрлангене и Общества естественных наук и медицины в Гейдельберге.
Вышел в отставку в 1834 году.

## Избранные труды
- «Würdigung der von Hrn. Prof. Kern in Vorsshlag gebrachten neuen Methode, Wunden zu heilen» (Вена, 1810);
- «Darstellung blutiger heilkünstlerischer Operationen, als Leitfaden zu seinen akad. Vorles. und für operat. Heillkünstler» (Вена, 1813—21).